# Desa Sempu (administrativ by i Indonesien, Jawa Timur, lat -7,79, long 111,60)
Desa Sempu är en administrativ by i Indonesien.   Den ligger i provinsen Jawa Timur, i den västra delen av landet, 600 km öster om huvudstaden Jakarta.